# Urocordylidae
Urocordylidae (лат.) — семейство тонкопозвонковых из отряда нектридий. Ископаемые остатки представителей семейства найдены в отложениях каменноугольного и пермского периодов (323,2—268,0 млн лет назад) Европы и Северной Америки.

## Описание

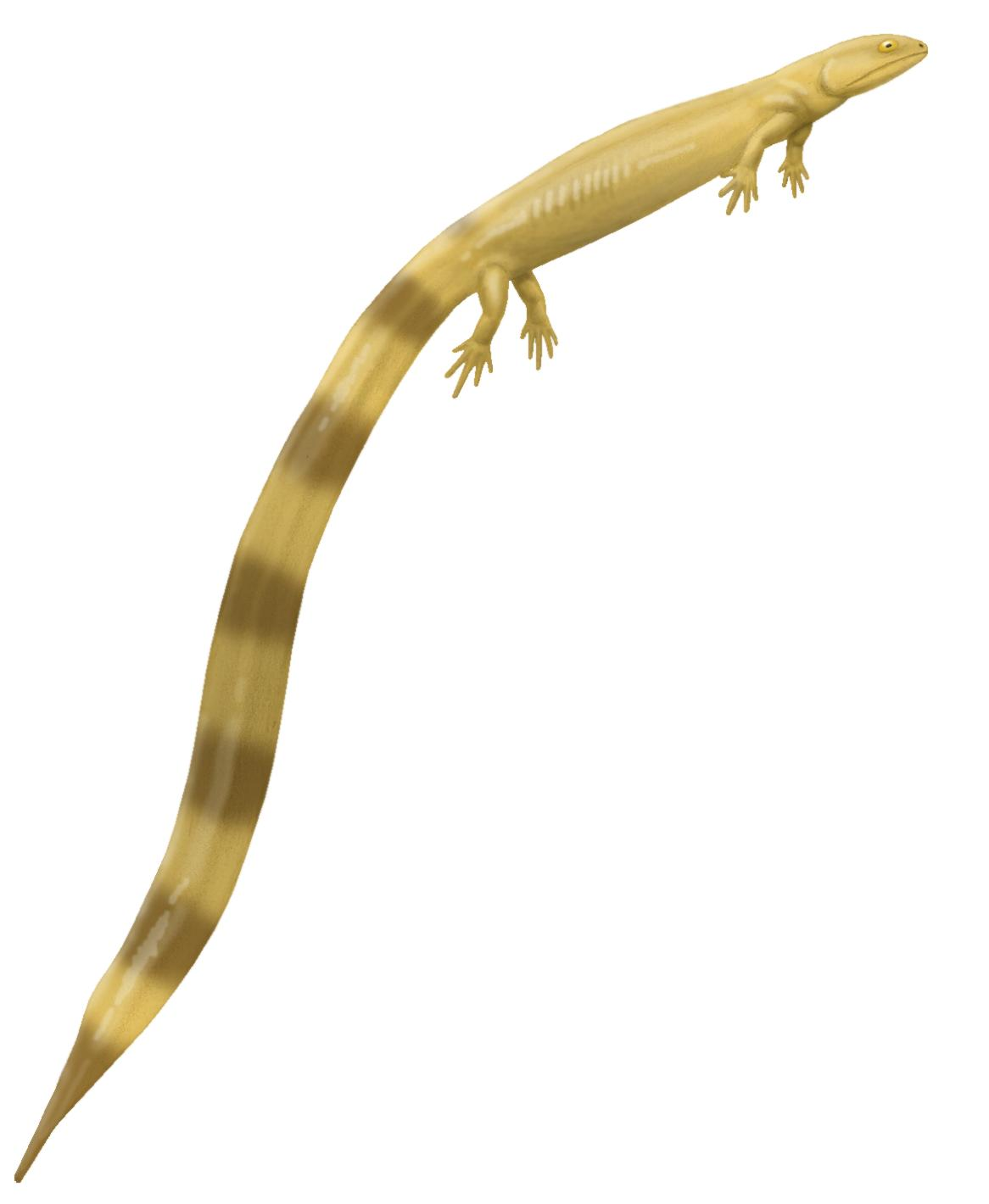
Реконструкция Urocordylus

Отличаются своим удлинённым хвостом. Каждый хвостовой позвонок имеет верхний гребень из костей (нейронных арок), внизу позвонка имеется гемальная арка. Каждая из этих арок квадратной формы и сжатая с боков. Эти выросты хвоста делали его веслоподобным. Sauropleura и Crossotelos имели отверстия в хвостовых позвонках, возможно, это проходы для спинномозговых нервов. Саламандры также имеют спинномозговые нервы, проходящие через их позвонки, но отверстия находятся в разных положениях, поэтому о тесных эволюционных отношениях Urocordylidae и саламандр говорить не приходится.

## Классификация
По данным сайта Paleobiology Database, на январь 2019 года в семейство включают 6—7 вымерших родов:
- Роды incertae sedis
  - Ctenerpeton Cope, 1897 (2 вида)
- Подсемейство Sauropleurinae Carroll et al., 1998
  - Crossotelos Case, 1902 (1 вид)
  - Lepterpeton  Wright & Huxley, 1866[4] (1 вид)
  - Montcellia Dutuit & Heyler, 1994 (1 вид)
  - Sauropleura Cope, 1868 (3 вида)
- Подсемейство Urocordylinae Carroll et al., 1998
  - Ptyonius Cope, 1875 (3 вида)
  - Urocordylus Wright & Huxley, 1866 (2 вида)